# Schalbach
Schalbach település Franciaországban, Moselle megyében. Lakosainak száma 378 fő (2022. január 1.). Schalbach Bickenholtz, Fleisheim, Lixheim, Hirschland, Veckersviller, Vieux-Lixheim, Rauwiller és Weyer községekkel határos.

## Népesség
A település népessége az elmúlt években az alábbi módon változott:
| Lakosok száma | 376  | 347  | 300  | 311  | 328  | 336  | 343  | 364  | 368  | 378  |
|               | 1968 | 1982 | 1990 | 2006 | 2013 | 2015 | 2017 | 2019 | 2020 | 2022 |